# Guri (jezero)
Akumulacija Guri najveće je akumulacijsko jezero u Venezueli. Ima površinu od 4250 km2. Akumulacijsko jezero stvara brana Guri.

## Vanjske poveznice
|  | Zajednički poslužitelj ima još gradiva o temi Guri (jezero) |